# Skórowo
Skórowo (deutsch Schurow) ist ein Dorf in der polnischen Woiwodschaft Pommern. Es gehört zur Landgemeinde Potęgowo (Pottangow) im Powiat Słupski (Stolper Kreis).

## Geographische Lage
Das Kirchdorf liegt in Hinterpommern, etwa 35 Kilometer östlich von Stolp und 15 Kilometer westsüdwestlich von
Lębork  (Lauenburg in Pommern).

## Geschichte

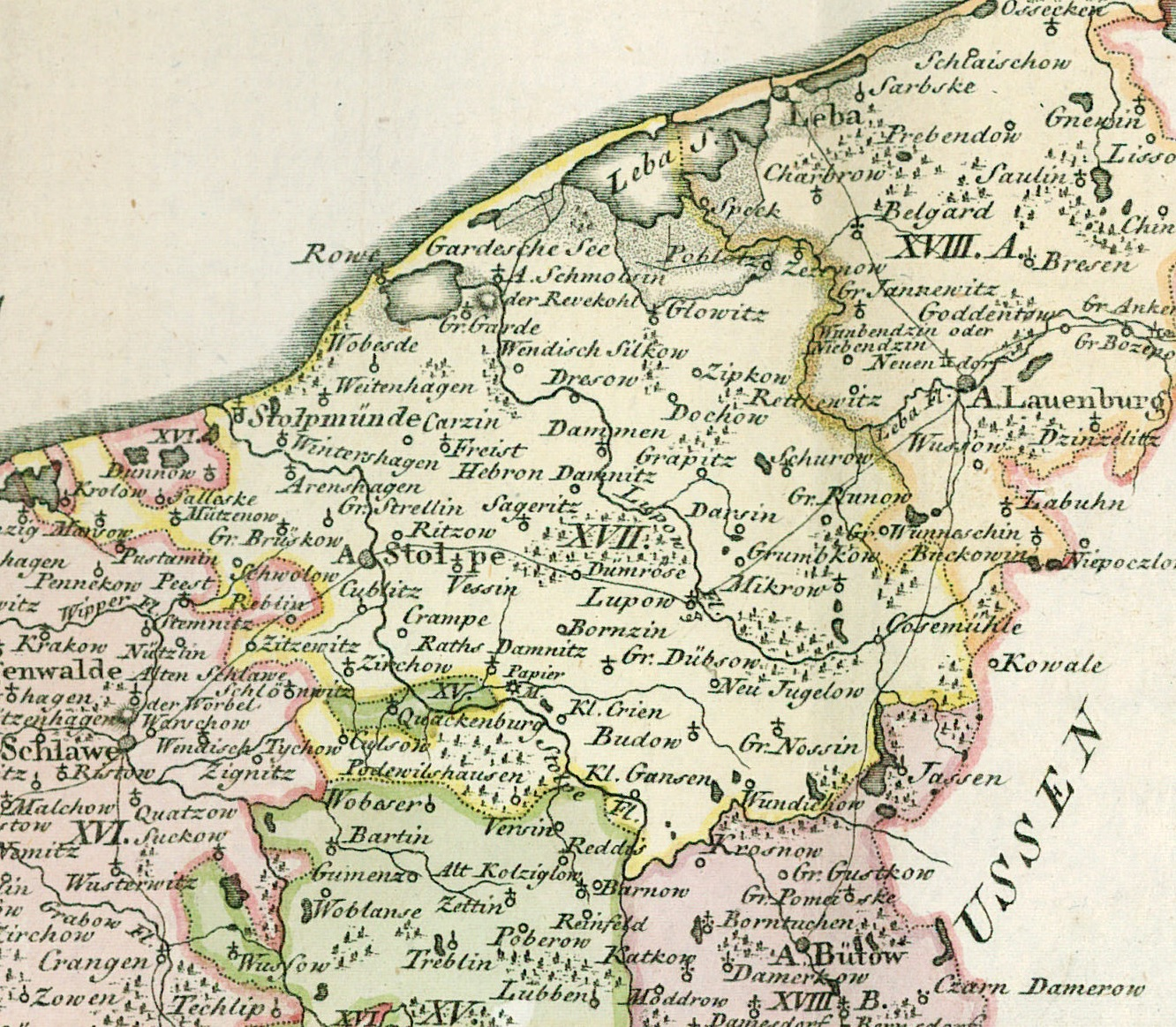
Schurow, Kirchdorf, südwestlich von Lauenburg i. Pom. und ostnordöstlich von Stolp (früher Stolpe geschrieben), auf einer Landkarte von 1794

Schurow, zwischen Stolp (linke Bildhälfte) und Lauenburg i. Pom. auf einer Landkarte von 1910.

Der Ort wurde erstmals 1315 in einer Urkunde genannt, in der Waldemar von Brandenburg dem Kasimir Svenzo und seinen Erben den Besitz des Dorfes als Lehen bestätigte. Zwischen 1274 und 1309 hatten die Swenzonen im Stolper Land insgesamt zehn Dörfer, darunter Schurow, als Lehen erhalten.
Im Jahre 1530 war Schurow ein Lehen der Familie Stojentin. 1628 wurden die von Wobeser Mitinhaber des Lehens und ab 1655 alleinige Lehensbesitzer des Dorfes Schurow. Im 18. Jahrhundert haben verschiedene Familien einzelne Teile des Gutes Schurow besessen, bis es 1780 Hauptmann Karl Friedrich Wilhelm von Puttkamer als Ganzes käuflich erwarb.
Um 1782 hatte Schurow ein Vorwerk, einen Prediger, einen Küster, fünf Bauern, zwei Halbbauern, eine Schmiede und eine Holzwärterwohnung bei insgesamt 21 Haushaltungen.
Auf Erlass des preußischen Königs wurde im Jahre 1800 der Kammerherr Karl Friedrich Nalencz, aus einer Familie von Edelleuten und Herren auf Steckling in Neuostpreußen stammend, Besitzer von Schurow. Später erwarb Karl Heinrich Ludwig Heyn das Gut, das er dann seinen Erben vermachte. Als weitere Besitzer werden Leutnant von Below (1884) und Rudolf von Normann (1910) genannt. Letzterer veräußert es an die Pommersche Landgesellschaft, die nach dem Ersten Weltkrieg hier 58 Siedlerstellen schuf. Am 13. September 1926 war die Eingliederung des Gutsbezirks Schurow in die Landgemeinde Schurow erfolgt. Einige Siedlungen wurden nördlich des Ortes in Richtung Neitzkow angelegt und später Neu Schurow genannt.
Anfang der 1930er Jahre hatte die Landgemeinde Schurow eine Flächengröße von 10,3 km². Innerhalb der Gemeindegrenzen standen insgesamt 66 bewohnte Wohnhäuser an zwei verschiedenen Wohnstätten:
1. Schurow
2. Wobeserhof

Um 1935 hatte Schurow unter anderem einen Gasthof, eine Niederlassung der Spar- und Darlehnskasse, ein Gemischtwarengeschäft, einen Kurzwarenladen, ein Baugeschäft sowie mehrere Handwerksbetriebe. Im Jahre 1910 wurden in Schurow 332 Einwohner registriert. Ihre Zahl stieg bis 1933 auf 512 und betrug 1939 noch 474.
Bis 1945 gehörte Schurow zum Landkreis Stolp im Regierungsbezirk Köslin der preußischen Provinz Pommern des Deutschen Reichs. Die Gemeinde Schurow war Sitz des nach ihr benannten Amts- und auch Standesamtsbezirkes, in den die Orte Czierwienz, Darsow und Vangerske eingegliedert waren.
Gegen Ende des Zweiten Weltkriegs wurde Schurow am 9. März 1945 von sowjetischen Truppen besetzt. Nach Beendigung der Kampfhandlungen wurde die Region zusammen mit ganz Hinterpommern seitens der sowjetischen Besatzungsmacht der Volksrepublik Polen zur Verwaltung überlassen.  Im Mai und Juni 1945 nahmen Polen das Dorf in Besitz. Schurow wurde von den Polen unter der polonisierten Ortsbezeichnung ‚Skórowo‘ verwaltet. In der Folgezeit wurden die einheimischen Dorfbewohner von der polnischen Administration aus Schurow vertrieben.
Später wurden in der Bundesrepublik Deutschland 253 und in der DDR 95 aus Schurow vertriebene Dorfbewohner ermittelt.
Das Dorf ist heute Teil der Gmina Potęgowo im Powiat Słupski in der Woiwodschaft Pommern (1975 bis 1998 Woiwodschaft Słupsk). Skórowo zählt heute 253 Einwohner und ist als Schulzenamt zuständig auch für Węgierskie (Vangerske).

## Kirche

### Pfarrkirche

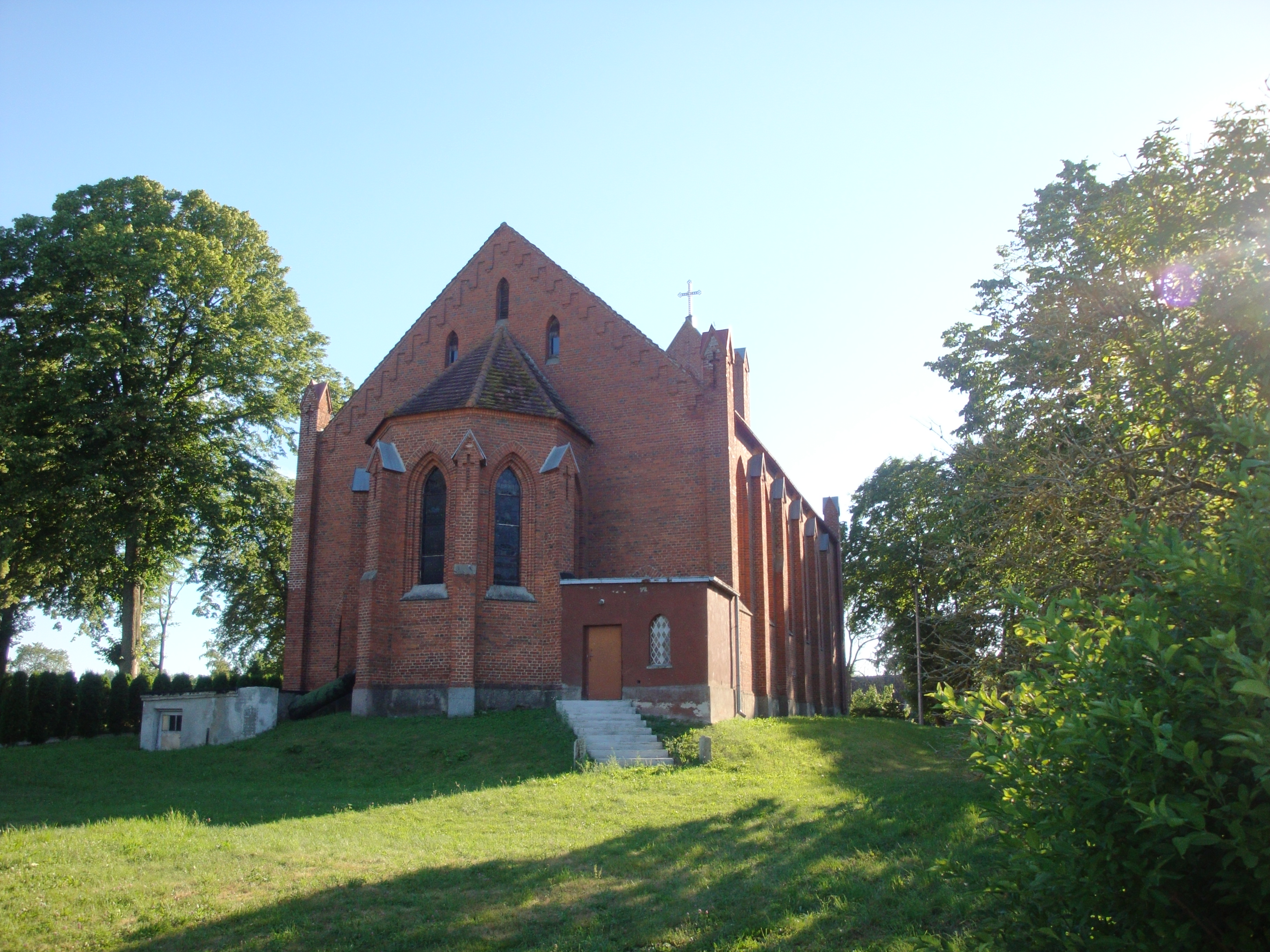
Dorfkirche, bis 1945 Gotteshaus der evangelischen Gemeinde Schurow

Eine Kirche wird in Schurow 1590 bei einer Kirchenvisitation genannt. Sie wurde 1859 durch einen Neubau ersetzt. Die Orgel stammte aus der alten St.-Petri-Kirche in Stolp; sie war Ende des 18. Jahrhunderts gebaut worden. Bis 1945 war die Kirche ein evangelisches Gotteshaus der Kirche der Altpreußischen Union.
1945 wurde das Gebäude von der polnischen Administration zugunsten der Römisch-katholischen Kirche in Polen zwangsenteignet und vom polnischen katholischen Klerus ‚neu geweiht‘.

### Kirchspiel/Pfarrei bis 1945
Im Kirchdorf Schurow war die Bevölkerung vor 1945 nahezu ausnahmslos evangelischer Konfession. Das Dorf war Pfarrsitz für das nach ihm benannte Kirchspiel, zu dem 1940 insgesamt 3816 Gemeindeglieder gehörten, die in verschiedenen umliegenden Orten wohnten:
| - Bonkow (nicht mehr existent) - Darsow - Groß Runow - Klein Gluschen - Laaske - Langeböse | - Neu Schurow - Pottangow - Vangerske (1938–45 Wiesenberg) - Zechlin |

Groß Runow erhielt 1688 eine eigene Kapelle und war seither Kapellengemeinde innerhalb des Kirchspiels Schurow. In Langeböse wurde 1859 eine Kirche gebaut und der Ort 1912 zu einer eigenen Kirchengemeinde innerhalb des Kirchspiels erhoben.
Das Kirchspiel Schurow gehörte zum Kirchenkreis Stolp-Altstadt im Ostsprengel der Kirchenprovinz Pommern der Kirche der Altpreußischen Union. Der Bestand an Kirchenbüchern reichte bis 1654 zurück.

### Polnisches Kirchspiel seit 1945
Die seit 1945 und Vertreibung der einheimischen Dorfbewohner anwesende polnische Einwohnerschaft ist überwiegend katholisch. Der Ort ist Sitz der Pfarrei Skórowo, die zum Dekanat Główczyce (Glowitz) im Bistum Pelplin der Katholischen Kirche in Polen gehört.
Zur Pfarrei Skórowo gehören die Orte:
| - Chelwnica (Karlshöhe) - Czerwieniec (Schierwenz) - Darżewo (Darsow) - Głuszynko (Klein Gluschen) - Głuszyno (Groß Gluschen) - Laska (Laaske) - Nieckowo (Neitzkow) - Nowe Skórowo (Neu Schurow) | - Nowina - Piaseczno (Fuchsberg) - Potęgowo (Pottangow, heute Filialkirche) - Runowo (Groß Runow) - Warcimino (Varzmin) - Węgierskie (bis 1937Vangerske, 1938–45 Wiesenberg) - Żychlin (Zechlin) |

Im Ort lebende evangelische Kirchenglieder gehören zur Kreuzkirchengemeinde in Stolp in der Diözese Pommern-Großpolen der Evangelisch-Augsburgischen Kirche in Polen.

## Schule
Eine Schule bestand in Schurow bereits zu Ende des 18. Jahrhunderts. Im Jahre 1929 erhielt der Ort ein neues Schulgebäude, das außerhalb des Dorfes an der Straße nach Pottangow (heute polnisch: Potęgowo) und in Nähe zu Neu Schurow (Nowe Skórowo) errichtet wurde.
Im Jahre 1932 hatte Schurow eine dreistufige Schule, in der zwei Lehrer in drei Klassen 89 Schulkinder unterrichteten.

## Verkehr
Die Ortschaft ist über eine parallel zur  Landesstraße 6 (ehemalige deutsche Reichsstraße 2, heute auch Europastraße 28) zwischen Potęgowo (Pottangow) und Pogorzelice (Langeböse) verlaufende Nebenstraße zu erreichen. Anschluss an die Bahnstrecke Stargard in Pommern–Danzig besteht über die Bahnstationen Potęgowo  bzw. Pogorzelice.

## Persönlichkeiten
- Justus Beyer (1910–1989), Jurist und SS-Führer